# Champions Hockey League
La Champions Hockey League è la più importante competizione di hockey su ghiaccio europea per club posta sotto l'egida della IIHF. Fu fondata nel 2013 grazie all'interesse di ventisei club europei appartenenti a sei diversi campionati membri dell'associazione Hockey Europe.

## Storia
Nel 2008 la IIHF lanciò un torneo omonimo per festeggiare i cento anni della federazione internazionale. L'unica edizione disputata di svolse dall'8 ottobre 2008 al 28 gennaio 2009 e fu vinta dagli svizzeri del ZSC Lions, qualificandosi così di diritto alla Victoria Cup 2009. La IIHF cercò di far disputare anche la stagione successiva, tuttavia in seguito a problemi di sponsor e a disaccordi sul formato del torneo fu costretta a cancellare il torneo. Il 9 dicembre 2013 la IIHF annunciò ufficialmente la creazione a partire dalla stagione 2014-15 di un nuovo trofeo, seppur con lo stesso nome di quella precedente, fondato sulle ceneri dell'European Trophy.

## Squadre partecipanti e formula del torneo

### Stagione 2014-2015
Nella stagione inaugurale presero il via 44 squadre, provenienti da dodici diverse nazioni europee, suddivise in undici gironi da quattro squadre ciascuno. Le undici vincitrici insieme alle cinque migliori seconde si qualificano alla fase a eliminazione diretta. Il torneo prevedette ottavi, quarti e semifinali per concludersi con una finale giocata in gara unica. In totale furono disputati 149 incontri (incluse la fase a gironi e i playoff). Dalla stagione successiva si allargò il numero di partecipanti a 48, divise in 16 gruppi da tre formazioni ciascuno. Le prime due di tutti i gironi si qualificarono per i sedicesimi, per poi procedere con la fase ad eliminazione diretta fino alla finale. La riduzione delle gare di qualificazione, 96 contro le 132 della prima stagione, fu compensata dall'aumento delle gare dei playoff da 29 a 61, per un totale di 157 gare previste.
A partire dalla stagione 2017-18 i criteri di qualificazione sono legati ai risultati ottenuti nel campionato, con un numero di squadre per ogni lega assegnato in base al ranking. Viene dunque abbandonata la qualificazione attraverso il sistema delle licenze. Le squadre scendono a 32, suddivise in 8 gironi, i playoff partono dagli ottavi, con la medesima formula degli anni precedenti.

### Dal 2015 al 2017
Nella seconda e nella terza edizione hanno preso il via 48 formazioni provenienti da almeno 8 diversi paesi europei. Le squadre si qualificavano al torneo attraverso tre tipi di licenza: A, B e C.
- Licenza A: le 26 squadre fondatrici partecipavano di diritto al trofeo e usufruivano della licenza di tipo A. L'unica condizione è che esse partecipassero alla massima serie dei rispettivi campionati.[9]
- Licenza B: all'interno dei campionati fondatori (EBEL, ELH, Liiga, DEL, LNA e SHL) due squadre (la miglior classificata al termine dell'ultima stagione regolare e la miglior squadra agli ultimi playoff) sprovviste di una licenza A hanno preso parte al torneo.[9] Se queste posizioni fossero state occupate da squadre con la licenza A altre formazioni hanno preso il loro posto. I criteri erano i seguenti:[9][10]

1. Campione nazionale
2. Vincitore della stagione regolare
3. Secondo posto stagione regolare
4. Finalista dei play-off
5. Miglior semifinalista
6. Peggior semifinalista

Se le leghe non raggiungono ancora il numero minimo di squadre ammesse alla competizione (EBEL: 4; DEL, LNA ed Extraliga: 5; SHL e Liiga: 6) possono essere ammesse anche le terze o quarte classificate al termine della stagione regolare.
- Licenza C: potevano essere ammesse fino a dieci squadre provenienti da altre nazioni, cui la CHL avesse concesso una wild card. Le formazioni con licenza C potevano essere selezionate a discrezione degli organizzatori dai seguenti campionati: Elite.A/Serie A, Elite Ice Hockey League, GET-ligaen, Ligue Magnus, Metal Ligaen ed Extraliga slovacca. Possibile la partecipazione anche dei vincitori della Continental Cup.[7]

### Dal 2017
Dal 2017 non ci sono più posti riservati alle squadre fondatrici. Le migliori due leghe europee secondo il ranking hanno diritto a iscrivere cinque squadre, la terza e la quarta ne possono iscrivere quattro, la quinta e la sesta, infine, tre. Le restanti partecipanti vengono scelte dalla CHL con il sistema delle wild card, fino a raggiungere il numero di 32 team. Una wild card è di norma riservata alla detentrice della IIHF Continental Cup, le altre alle vincitrici delle Challenger Leagues, ovvero dei campionati il cui livello è considerato subito successivo a quello delle prime sei: GET-ligaen (Norvegia), Metal Ligaen (Danimarca), Ligue Magnus (Francia), Extraliga (Slovacchia), Elite Ice Hockey League (Regno Unito), Extraliga (Bielorussia) e Polska Hokej Liga (Polonia).

### Club qualificati
- National League: 5 squadre
- SHL: 5 squadre
- DEL: 4 squadre
- Liiga: 4 squadre
- ICE: 3 squadre
- Extraliga: 3 squadre
- Wild Cards:

vincitori della IIHF Continental Cup + 7 altre squadre, in genere le vincitrici dei campionati di
GET-ligaen (Norvegia), Metal Ligaen (Danimarca), Ligue Magnus (Francia), Extraliga (Slovacchia), Elite Ice Hockey League (Regno Unito), Extraliga (Bielorussia) e Polska Hokej Liga (Polonia)
I criteri per scegliere le squadre dei principali campionati europei sono i seguenti:
1. Campione della lega
2. Vincitore della stagione regolare
3. Secondo posto stagione regolare
4. Finalista play-off
5. Miglior semifinalista play-off in stagione regolare
6. Peggior semifinalista play-off in stagione regolare
7. Terzo posto stagione regolare
8. Quarto posto stagione regolare
9. Quinto posto stagione regolare

### Dal 2023
Dalla stagione 2023-2024 le squadre partecipanti vennero ridotte da 32 a 24 per incrementare il livello del torneo. Le squadre partecipanti sono 3 per ogni lega fondatrice, un posto è riservato ai campioni in carica e altri 5 posti alle squadre vincitrici di alcuni campionati europei. 
Squadre partecipanti:
- National League: 3 squadre
- SHL: 3 squadre
- DEL: 3 squadre
- Liiga: 3 squadre
- ICE: 3 squadre
- Extraliga: 3 squadre
- Wild Cards:

Campioni in carica della CHL + 5 altre squadre, in genere le vincitrici dei campionati di
GET-ligaen (Norvegia), Metal Ligaen (Danimarca), Ligue Magnus (Francia), Extraliga (Slovacchia) ed Elite Ice Hockey League (Regno Unito)

### Numero di squadre partecipanti per paese e per stagione
| Stagione  | Svezia (bandiera) | Finlandia (bandiera) | Rep. Ceca (bandiera) | Svizzera (bandiera) | Germania (bandiera) | Austria (bandiera) | Slovacchia (bandiera) | Bielorussia (bandiera) | Norvegia (bandiera) | Regno Unito (bandiera) | Danimarca (bandiera) | Francia (bandiera) | Polonia (bandiera) | Italia (bandiera) | Ucraina (bandiera) | Ungheria (bandiera) | Slovenia (bandiera) | Tot. |
| --------- | ----------------- | -------------------- | -------------------- | ------------------- | ------------------- | ------------------ | --------------------- | ---------------------- | ------------------- | ---------------------- | -------------------- | ------------------ | ------------------ | ----------------- | ------------------ | ------------------- | ------------------- | ---- |
| 2014-2015 | 8                 | 8                    | 6                    | 6                   | 6                   | 3                  | 1                     | –                      | 2†                  | 1                      | 1                    | 1                  | –                  | 1‡                | –                  | –                   | –                   | 44   |
| 2015-2016 | 8                 | 8                    | 6                    | 6                   | 6                   | 4                  | 2                     | 1†                     | 2                   | 2                      | 1                    | 2                  | –                  | –                 | –                  | –                   | –                   | 48   |
| 2016-2017 | 8                 | 8                    | 7‡                   | 6                   | 6                   | 3                  | 2                     | 1                      | 2                   | 1                      | 1                    | 2†                 | 1                  | –                 | –                  | –                   | –                   | 48   |
| 2017-2018 | 5                 | 5                    | 4                    | 4                   | 3                   | 3                  | 1                     | 1                      | 1                   | 2†                     | 1                    | 1                  | 1                  | –                 | –                  | –                   | –                   | 32   |
| 2018-2019 | 5                 | 5                    | 4                    | 4                   | 3                   | 2                  | 1                     | 2†                     | 1                   | 1                      | 1                    | 1                  | 1                  | 1‡                | –                  | –                   | –                   | 32   |
| 2019-2020 | 5                 | 4                    | 4                    | 5                   | 3                   | 3                  | 1                     | 1                      | 1                   | 2†                     | 1                    | 1                  | 1                  | –                 | –                  | –                   | –                   | 32   |
| 2020-2021 | 5                 | 4                    | 3                    | 5                   | 4                   | 2                  | –                     | 2                      | 1                   | 1                      | 2†                   | 1                  | 1                  | 1‡                | –                  | –                   | –                   | 32   |
| 2021-2022 | 5                 | 4                    | 3                    | 5                   | 4                   | 2                  | 1                     | –                      | 1                   | 1                      | 2†                   | 1                  | 1                  | 1‡                | 1                  | –                   | –                   | 32   |
| 2022-2023 | 5                 | 4                    | 3                    | 5                   | 4                   | 2                  | 1                     | –                      | 1                   | 1                      | 1                    | 1                  | 2†                 | –                 | –                  | 1‡                  | 1‡                  | 32   |
| 2023-2024 | 3                 | 4                    | 3                    | 3                   | 3                   | 2                  | 1                     | –                      | 1                   | 1                      | 1                    | 1                  | –                  | 1‡                | –                  | –                   | –                   | 24   |
| 2024-2025 | 3                 | 3                    | 3                    | 4                   | 3                   | 2                  | –                     | –                      | 1                   | 1                      | 1                    | 1                  | 1                  | –                 | –                  | 1‡                  | –                   | 24   |
| 2025-2026 | 3                 | 3                    | 3                    | 4                   | 3                   | 2                  | t.b.d.                | t.b.d.                 | t.b.d.              | t.b.d.                 | t.b.d.               | t.b.d.             | t.b.d.             | 1‡                | t.b.d.             | t.b.d.              | t.b.d.              | 24   |

Legenda: †: una squadra qualificata come vincitrice della IIHF Continental Cup; ‡: una squadra qualificata tramite la Österreichische Eishockeyliga

## Albo d'oro
| Edizione | Squadre | Primo posto                                  | Secondo posto                                | Semifinaliste                                | Semifinaliste                                | Sede della finale                            |
| -------- | ------- | -------------------------------------------- | -------------------------------------------- | -------------------------------------------- | -------------------------------------------- | -------------------------------------------- |
| 2014-15  | 44      | Luleå                                        | Frölunda                                     | Skellefteå AIK                               | Oulun Kärpät                                 | Luleå                                        |
| 2015-16  | 48      | Frölunda                                     | Oulun Kärpät                                 | HC Davos                                     | Lukko                                        | Oulu                                         |
| 2016-17  | 48      | Frölunda                                     | HC Sparta Praga                              | Växjö Lakers                                 | Fribourg-Gottéron                            | Göteborg                                     |
| 2017-18  | 32      | JYP                                          | Växjö Lakers                                 | Oceláři Třinec                               | Bílí Tygři Liberec                           | Växjö                                        |
| 2018-19  | 32      | Frölunda                                     | EHC Red Bull München                         | HSC Plzeň                                    | EC Red Bull Salisburgo                       | Göteborg                                     |
| 2019-20  | 32      | Frölunda                                     | Mountfield HC                                | Luleå                                        | Djurgården Hockey                            | Hradec Králové                               |
| 2020-21  | 31      | Annullata a causa della pandemia di COVID-19 | Annullata a causa della pandemia di COVID-19 | Annullata a causa della pandemia di COVID-19 | Annullata a causa della pandemia di COVID-19 | Annullata a causa della pandemia di COVID-19 |
| 2021-22  | 32      | Rögle                                        | Tappara                                      | Frölunda                                     | EHC Red Bull München                         | Ängelholm                                    |
| 2022-23  | 32      | Tappara                                      | Luleå                                        | EV Zug                                       | Frölunda HC                                  | Luleå                                        |
| 2023-24  | 24      | Ginevra-Servette                             | Skellefteå AIK                               | Lukko                                        | Vitkovice                                    | Ginevra                                      |
| 2024-25  | 24      | ZSC Lions                                    | Färjestad BK                                 | Ginevra-Servette                             | HC Sparta Praga                              | Zurigo                                       |

### Titoli per nazione e squadra
| Nazione   | Titoli | Squadre                             |
| --------- | ------ | ----------------------------------- |
| Svezia    | 6      | Frölunda (4), Luleå (1), Rögle (1)  |
| Finlandia | 2      | JYP (1), Tappara (1)                |
| Svizzera  | 2      | Ginevra-Servette (1), ZSC Lions (1) |